# دوغلاس بولسون
دوغلاس بولسون (بالإنجليزية: Douglas Paulson)‏ هو فنان أمريكي، ولد في 1980.

## وصلات خارجية
- الموقع الرسمي